# Bar Chicago (Barcelona)
El bar Chicago va ser un cafè barceloní situat al barri de Sant Antoni, a la cruïlla entre l'avinguda del Paral·lel i la ronda de Sant Pau. Fou el primer bar obert del Paral·lel. Va ser conegut com a lloc de reunió de sindicalistes en els anys 1920 i 1930, juntament amb el bar La Tranquilidad, situat gairebé davant per davant, a l'altra banda del Paral·lel.
Va ser fundat el 1894 amb el nom de «Botillería Chicago». El seu propietari durant més temps fou Magí Carbonell que va fer-se'n càrrec el 1928 fins que va es va morir, el 1962. El 1968 el local va ser traspassat a una entitat bancària. Inicialment, l'edifici tenia porxos, típics dels primers edificis del Paral·lel. En els anys vint, el local es va ampliar ocupant la zona dels porxos. En conseqüència, les taules exteriors que abans s'hi trobaven passaren a la vorera.
El Chicago tingué dels seus primers anys alguns coneguts clients habituals. El més cèlebre fou el botxí de Barcelona Nicomedes Méndez. Un altre era el corredor de fons José Homedes, que hi organitzava curses amb apostes entre els clients.
L'establiment va cobrar notorietat després de la Gran Guerra. El 1921 hi van detenir quatre persones quan cobraven la quota sindical als cambrers. El mateix any s'hi va fer una gran batuda de sindicalistes poc després es localitzés un dipòsit d’armes i municions a Montjuïc. El 1926, la seva fama va fer que la policia el relacionés erròniament amb Domènec Masachs, l’anarquista que va provar de matar el dictador Primo de Rivera quan circulava pel Paral·lel. Durant la vaga de transport del 1932, s'hi van detenir 15 vaguistes. El 1933 en una nova batuda policial, 50 persones hi van ser arrestades. L’octubre del 1934, quan la policia anava a dissoldre una reunió clandestina que s'hi feia, van obrir foc contra els agents des d'un taxi. El 19 de juliol de 1936, a la gran cruïlla davant del bar, s'hi va aixecar una gran barricada per aturar els colpistes. Un grup anarquista, del qual formaven part Francisco Ascaso, Joan Garcia Oliver i Ricardo Sanz, hi va aconseguir frenar els militars revoltats. Durant el franquisme continuava sent lloc de reunió d'anarquistes i sindicalistes, o així ho considerava la policia secreta, que sovint hi feia visites.